# Банановый монстр (фильм)
«Банановый монстр» (или «Шлок», англ. Schlock) — американский, малобюджетный, комедийный фильм с элементами фантастики, первый фильм в качестве режиссёра Джона Лэндиса, он же исполнил главную роль.

## Сюжет
Человек-обезьяна, терроризирующий Южную Калифорнию. Он выходит из своей пещеры после того, как в нее забралась пара подростков. Полиция под руководством детектива он узнает, где живет это существо, и профессор Шлибовиц отправляется в нору, чтобы изучить среду обитания. Шлок возвращается в пещеру, и после нескольких шуток люди понимают, кто он такой. Полиция пытается задержать существо, но она бессильна. Затем Шлок отправляется в пригород. Для одних он угроза, а для других людей друг. Он влюбляется в слепую девушку-подростка Минди. Сначала она добра к Шлоку, но после того, как прозрела, боится его. Ее парень Кэл защищает ее от Шлока, используя сигнальную ракету. Позже Шлок разбивает школьную вечеринку и ведет Минди на крышу здания. Кэл использует сигнальную ракету, чтобы заставить Шлока бросить Минди. Затем небольшой армейский полк сбивает обезьяну, используя два патрона. В конце концов, профессор Шлибовиц выходит из пещеры, неся сына Шлока, дразня его.

## В ролях
- Джон Лэндис - Шлок
- Элиза Гаррет - Минди Блинерман
- Сол Кахан - детектив-сержант, Вино
- Джозеф Пиантадоси - офицер Иван
- Ричард Гиллис - офицер Гиллис
- Том Алвич - Torn Cop
- Уолтер Левин - Полицейский-вор
- Эрик Эллисон - Джо Путцмана
- Ральф Бейкер - умирающего человека
- Джин Фокс - Билли
- Сьюзан Вайзер - Финли Бетти (в титрах - Сьюзан Вайзер)
- Джонатан Флинт - Бобби (в титрах - Джонатан А. Флинт)
- Эми Ширсон - Барбары
- Белинда Фолси - Глории
- Эмиль Хамати - профессор Шлибовица
- Гарриет Медин - миссис Блинерман (в титрах - Энрика Бланки)